# 티에우타인
티에우타인(베트남어: Thiệu Thành / 紹成 소성 / 1401년 1월 ~ 1403년)은 베트남 호 왕조(胡朝) 제2대 황제 호한트엉(胡漢蒼)의 첫번째 연호이다. 《기원편》(紀元編)에서는 티에우타인(베트남어: Thiệu Thành / 紹聖 소성)으로 표기하기도 하였다.

## 개원
- 타인응우옌(聖元) 2년(1401년) 1월에 연호를 티에우타인(紹成)으로 개원함.[1][2]

- 티에우타인(紹成) 3년(1403년)에 연호를 카이다이(開大)로 개원함.[1]

## 연대 대조표
| 티에우타인 | 서기(西紀) | 간지(干支) | 명나라 연호              |
| 원년       | 1401년     | 신사(辛巳) | 건문(建文) 3년           |
| 2년        | 1402년     | 임오(壬午) | 건문 4년 홍무(洪武) 35년 |
| (3년)      | 1403년     | 계미(癸未) | 영락(永樂) 원년          |

## 동시대 연호

### 중국
명(明)
- 건문(建文) (1399년 ~ 1402년)

### 일본
- 오에이(應永) (1394년 ~ 1428년)

## 같이 보기
- 베트남의 연호